# Diamanttandvaktel
Diamanttandvaktel (Odontophorus balliviani) är en fågel i familjen tofsvaktlar inom ordningen hönsfåglar.

## Utseende och läte
Diamanttandvakteln är en knubbig mörkbrun hönsfågel med vita fläckar undertill. På huvudet syns en svart banditmask och rödaktig hjässa. Lätet som ofta utförs i duett i skymningen är ett "dwee-put, dwee-put".

## Utbredning och systematik
Fågeln förekommer i Anderna i sydöstra Peru och i norra Bolivia. Den behandlas som monotypisk, det vill säga att den inte delas in i några underarter.

## Levnadssätt
Diamanttandvakteln hittas i moln- och elfinskog. Där ses den enstaka, i par eller i smågrupper. Fågeln födosöker på marken, klättrar över mossiga trädrötter och skrapar bland torra löv för att hitta små ryggradslösa djur. Den är rätt skygg och utgår ofta upptäckt fram till dess att den skräms upp nästan när man kliver på den.

## Status och hot
Arten har ett stort utbredningsområde, men tros minska i antal, dock inte tillräckligt kraftigt för att den ska betraktas som hotad. Internationella naturvårdsunionen IUCN listar arten som livskraftig (LC).

## Namn
Fågelns vetenskapliga artnamn hedrar José Ballivián y Segurola (1804-1852), general i bolivianska armén, statsman och president 1841-1847.